# 姥子駅

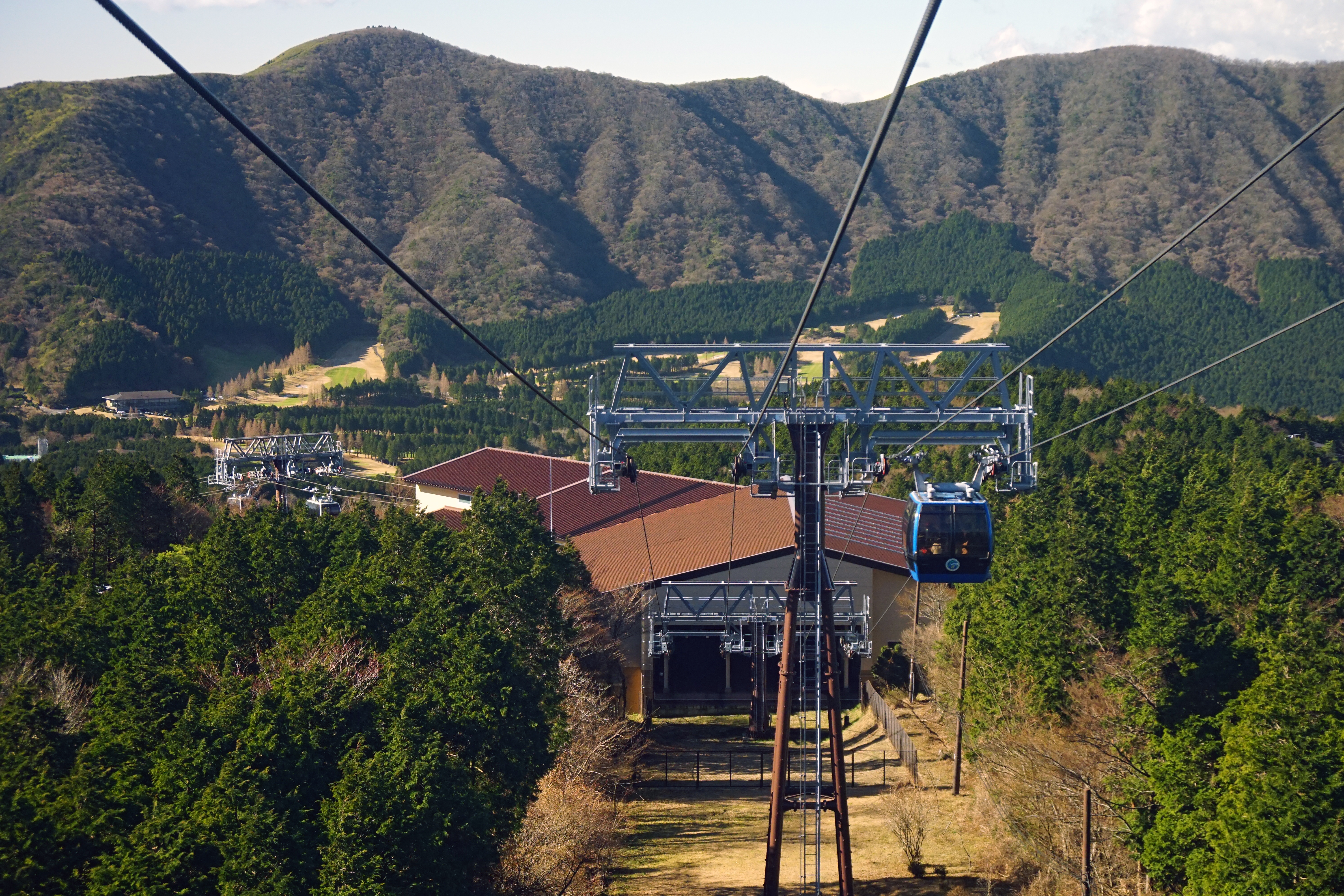
ゴンドラから望む姥子駅

姥子駅（うばこえき）は、神奈川県足柄下郡箱根町仙石原にある小田急箱根箱根ロープウェイの駅である。駅番号はOH 64。

## 概要
箱根ロープウェイの中間駅である。大涌谷駅と桃源台駅との間が直線で結ばれていないため、この駅でケーブルを曲げている。
ロープウェイは中からは開けることができない構造であるため、かつては人の乗っているゴンドラすべてを姥子の駅員が外から開け、姥子で降りるかどうかを乗客に尋ねていた。降りる客は駅員の誘導に従って降り、降りない客であった場合はそのまま駅員が扉を閉めていた。2007年のロープウェイ更新以降は自動で扉が開閉するようになっている。

## 歴史

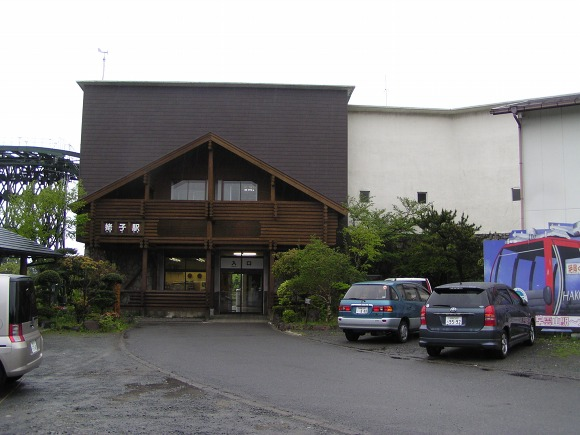
旧駅舎入口（2004年5月）

- 1960年（昭和35年）9月7日：大涌谷 - 桃源台間延伸に際し開業。
- 2006年（平成18年）6月1日：ロープウェイの架け替え工事により休止。以後2007年5月31日まで箱根登山バスが大涌谷駅 - 姥子駅 - 桃源台駅へと運行していた（停車駅は前述分のみ）。普段は10分ごとの運行だが、観光団体や海賊船到着時は全員乗り次第発車していた。箱根フリーパス、冬季版も含めたウィークデーパス所持者しか乗車することが出来なかった。この架け替えと同時に駅舎も改築される。
- 2007年（平成19年）6月1日：営業再開[2]。
- 2022年（令和4年）4月1日：箱根ロープウェイが箱根登山鉄道に吸収合併され、同社（現：小田急箱根）の駅となる[3]。

## 駅構造
駅舎の中には自動券売機が一台設置されている。のりばは相対式ホームの形態であり、北側のりばから桃源台行き、南側のりばから早雲山行きが発着する。
当駅には、大涌谷駅から桃源台駅までの路線のロープウェイを運行する源となる原動設備が設置されている。
駅前にはかつて使用されていたロープウェイの搬器が展示されている。

## ギャラリー

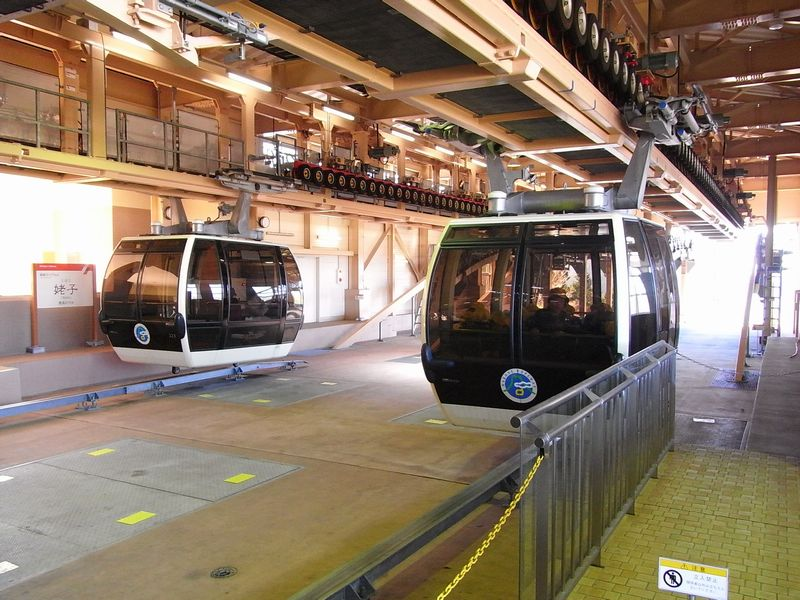
ホームに入線するゴンドラ（2008年11月20日）
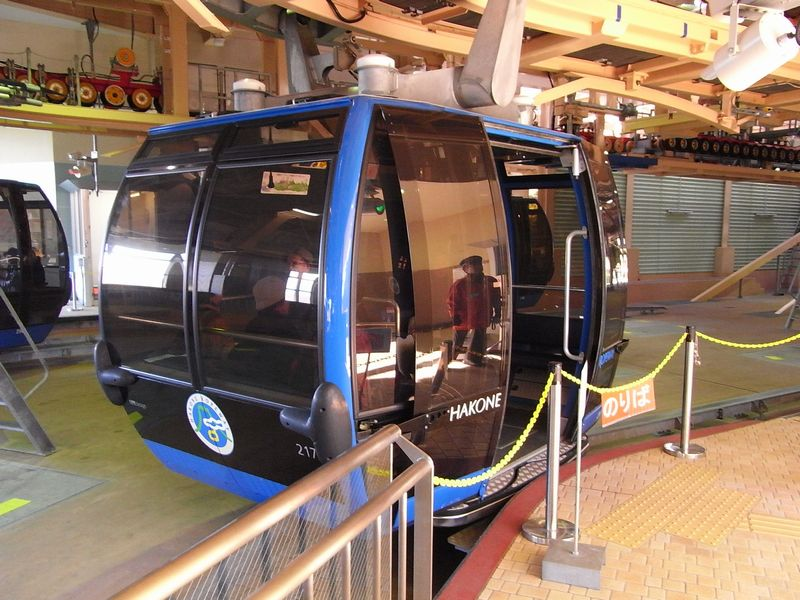
ホームに到着したゴンドラ（2008年11月20日）
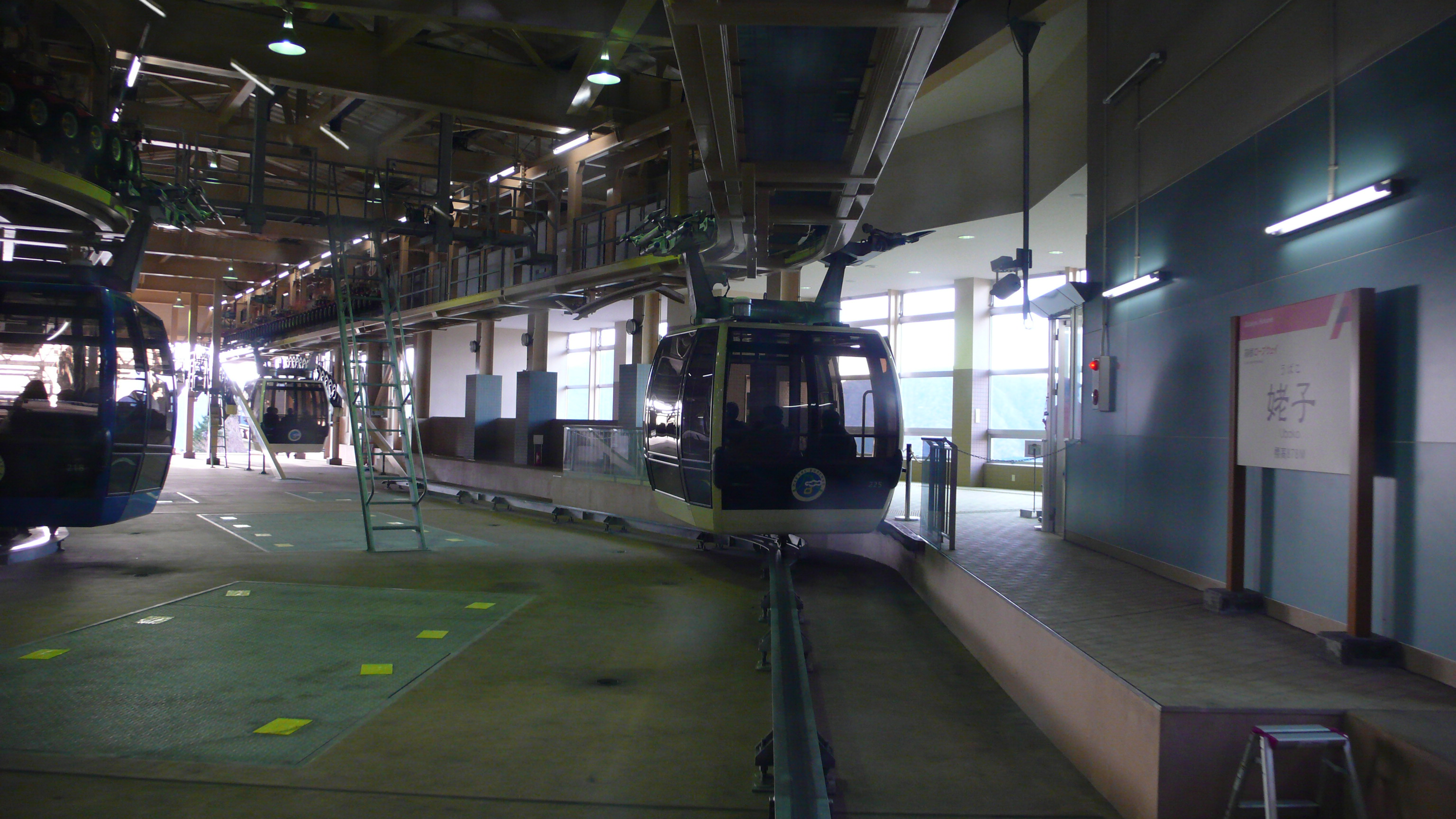
曲がっている経路(2009年1月)
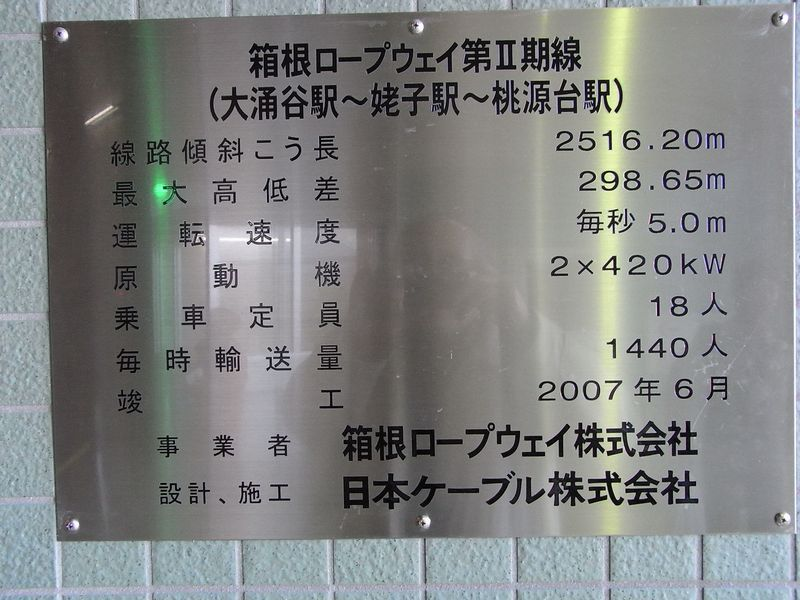
箱根ロープウエイ第Ⅱ期線の仕様（2008年11月20日）
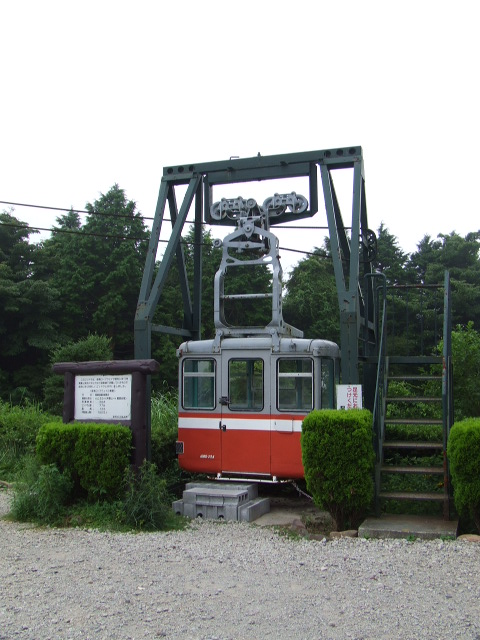
姥子駅前に展示されている旧型ゴンドラ（2007年8月）
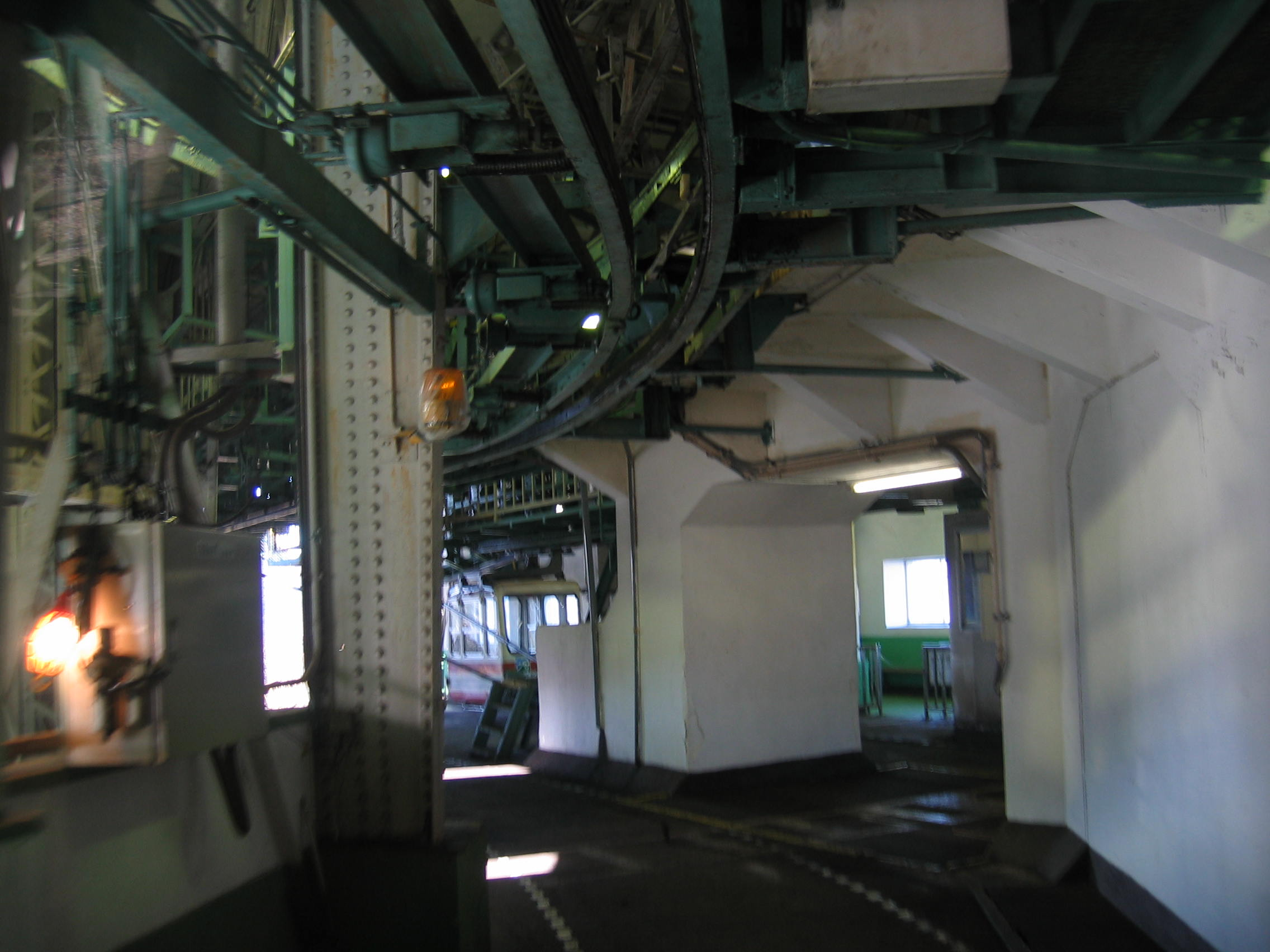
旧駅舎内部の曲がっている経路(2005年1月)
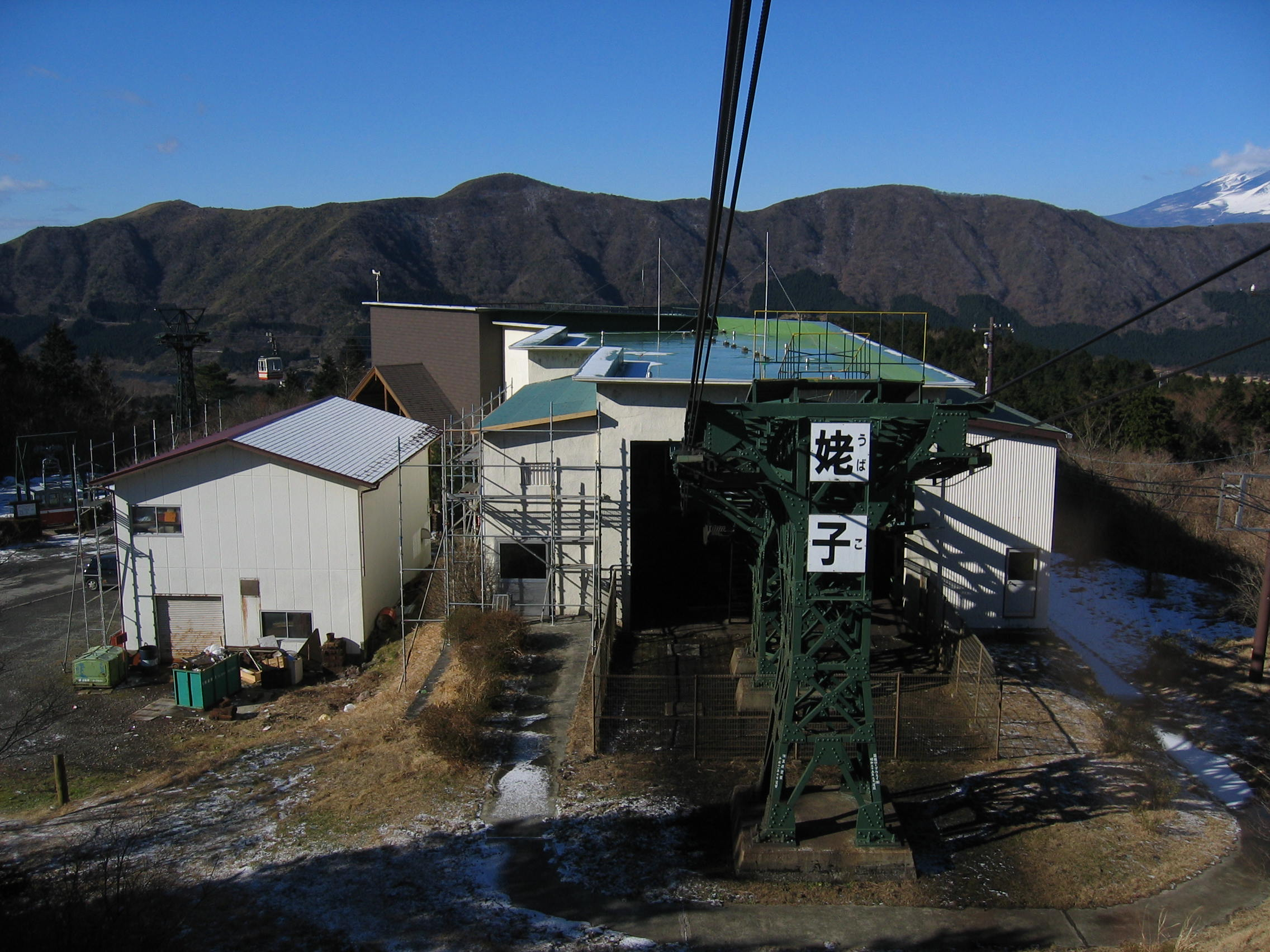
旧駅舎(2005年1月)

## 駅周辺
周辺に観光スポットは少ないが、旅館、ホテル、保養所が多く立地している。
- 姥子温泉
- 船見岩
- 姥子石仏群

### バス路線
伊豆箱根バスの姥子バス停（停留所番号：OH64/850）がある。
- 湖尻・箱根園行
- 小田原駅東口行（早雲山駅入口・宮ノ下・箱根湯本駅経由）

## 隣の駅
小田急箱根
 箱根ロープウェイ
大涌谷駅 (OH 63) - 姥子駅 (OH 64) - 桃源台駅 (OH 65)